# Превземането на Тирнавос
„Превземането на Тирнавос“ (на френски: La prise de Tournavos) е ням късометражен филм на Жорж Мелиес.
Отразява историческо събитие от 12 април 1897 г. по време на първата съвременна гръцко-турска война. Датата на премиерата му е неизвестна.
Приема се, че филмът e отражение във важен етап от развитието на киното.
До 2008 г. се приема, че филмът е загубен, докато не излиза на DVD.